# 톰 해밀턴
톰 해밀턴(Tom Hamilton, 1951년 12월 31일 ~ )은 미국의 베이시스트로, 에어로스미스의 일원이다.